# Manuel Núñez Pérez
Manuel Núñez Pérez, né le 28 octobre 1933 à Benavides (province de León) est un homme politique espagnol.

## Biographie
Titulaire d'une licence en droit de l'Université d'Oviedo, il est avocat de profession et fonctionnaire du ministère de l'Éducation.
Le 30 octobre 2001, il est élu membre du Tribunal des comptes espagnol par le Congrès des députés. Il en devient président six ans plus tard, le 12 novembre 2007. Il est remplacé à cette fonction le 26 juillet 2012 par Ramon Alvarez de Miranda.
Il est marié et père de quatre enfants.

## Politique
Il est l'un des fondateurs de l'Union du centre démocratique (UCD), dont il a été secrétaire national à l'Action électorale, puis secrétaire national à l'Organisation.
Le 15 juin 1977, il est élu député de la circonscription de León lors des premières élections démocratiques depuis la fin de la Guerre civile espagnole.
Il conserve son siège aux législatives de 1979
Nommé secrétaire d'État à l'Emploi et aux Relations du travail en mars 1981, Manuel Núñez Pérez devient ministre de la Santé et de la Consommation dans le gouvernement de Leopoldo Calvo-Sotelo le 2 décembre 1981.
Il est réélu au Congrès des députés lors des élections de 1982, mais doit abandonner son ministère du fait de la victoire du Parti socialiste ouvrier espagnol. Il est alors remplacé par Ernest Lluch.
En 1983, à la suite de la dissolution de l'UCD, il intègre le Parti démocrate populaire (PDP), sous les couleurs duquel il sera reconduit comme député de León au cours des législatives de 1986.
Trois ans plus tard, Manuel Núñez Pérez adhère au Parti populaire (PP) de José María Aznar, et se voit réélu aux scrutins de 1993, 1996 et 2000.
De 1999 à 2000, il occupe la présidence de la commission parlementaire des Infrastructures.
À la suite de son élection au Tribunal des comptes, il démissionne de son mandat de député le 12 novembre 2001, après vingt-quatre ans passés au Congrès des députés.